# إيڤان إيليتش
إيڤان إيليتش (بالإنجليزية: Ivan Illich)‏ (4 سبتمبر 1926 – 2 ديسمبر 2002) كان فيلسوفًا كرواتيًا نمساويًا، وكاهنًا رومانيًا كاثوليكيًا، وناقدًا لمؤسسات الحضارة الغربية الحديثة، اهتم بالأساليب المعاصرة في التعليم والطب والعمل واستخدام الطاقة والنقل والتنمية الاقتصادية. وكان الكتاب الذي لفت أنظار العامة نحو إيڤان إيليتش هو «مجتمع بلا مدارس» الذي نشر عام 1971. احتوى الكتاب نقدًا رائدًا لإلزامية التعليم، إذ ناقش إيليتش فيه أن البنية المستبدة للنظام المدرسي غير قابلة لإعادة الهيكلة بل يجب أن تفكك في سبيل تحرير الإنسانية من الآثار المدمرة لإضفاء الطابع المؤسسي على جميع جوانب حياتنا.

## حياته وعمله
ولد إيليتش في فيينا لأب كاثوليكي كرواتي، هو المهندس إيڤان بيتر إيليتش، وأم من يهود السفارديم، كان اسمها عند الولادة إيلين ريغينستريف- أورتليب، وكانت جدته -والدة أمه- من تكساس. كان إيليتش يتحدث الإيطالية والإسبانية والفرنسية والألمانية بطلاقة، وتعلم لاحقًا الكرواتية، لغة أجداده، ثم اليونانية القديمة واللاتينية، إضافة إلى البرتغالية والهندية والإنجليزية، ولغات أخرى. انتقل إيليتش مع عائلته إلى إيطاليا خلال الحرب العالمية الثانية هربًا من الاضطهاد النازي. أنهى دراسته الثانوية في فلورنسا، ثم انتقل إلى دراسة علم الأنسجة وعلم البلورات في جامعة فلورنسا المحلية. وعلى أمل العودة إلى النمسا بعد الحرب العالمية الثانية، سجل إيليتش على درجة الدكتوراه في تاريخ القرون الوسطى في جامعة سالزبورغ راجيًا الحصول على إقامة شرعية إذ كان اسمه غير موثق. كتب رسالة دكتوراه تركز على المؤرخ أرنولدج. توينبي، وذلك موضوع عاد إليه في سنواته اللاحقة. وأثناء عمله على رسالته، رجع إلى إيطاليا حيث درس الإلهيات والفلسفة في الجامعة الغريغورية الحبرية بروما، إذ أراد أن يصبح كاهنًا كاثوليكيًا. ورُسّم في عام 1951.
بعد الرسامة الكهنوتية، في عام 1951، «سجل اسمه ليصبح كاهن أبرشية في أحد أكثر أحياء نيويورك فقرًا– واشنطن هايتس، في الطرف الشمالي من مانهاتن، الحي الذي كان في ذلك الوقت منطقة مهاجرين قادمين حديثًا من بورتوريكو». وفي عام 1956، بعمر الثلاثين، عين نائب رئيس جامعة بورتوريكو الكاثوليكية، «منصب استطاع الحفاظ عليه لعدة سنوات قبل أن يطرد -كانت نبرة إيليتش أعلى من اللازم في نقده لبيانات الفاتيكان المتعلقة بتحديد النسل بالمقارنة مع صمته النسبي في ما تعلق بالقنبلة النووية». التقى إيليتش في بورتوريكو بإيفريترايمر، وبدأ الاثنان بتحليل وظائفهما بصفتهما قائدين «تربويين». في عام 1959، سافر عبر أنحاء أمريكا الجنوبية سيرًا على الأقدام وبواسطة الحافلة.

جاءت نهاية تثبيت إيليتش في منصبه في الجامعة عام 1960 نتيجة جدل تضمن الأسقفين جيمس إدوارد ماكمانوس وجيمس بيترديفيس اللذين كانا قد شجبا الحاكم لويس مونيوث مارين وحزبه الشعبي الديمقراطي بسبب مواقفهما الداعمة لتحديد النسل والطلاق. وقد أنشأ الأسقفان كذلك حزبهما الكاثوليكي المنافس. ولخص إيليتش في ما بعد أسباب معارضته كما يلي:
«بصفتي مؤرخًا، رأيت أن ذلك يخالف التقليد الأمريكي القائل بفصل الكنيسة عن الدولة. وبصفتي سياسيًا، تنبأت أنه لم تكن ثمة قوة في الصفوف الكاثوليكية تكفي لتشكيل منصة ذات معنى وأن فشل حزب ماكمانوس سيكون أثره كارثيًا على نفوذ كنيسة بورتوريكو الواهن أصلًا. وبصفتي عالم إلهيات، أعتقد أن الكنيسة عليها أن تشجب الظلم دائمًا على ضوء الكتاب المقدس، لكن لا يحق لها أبدًا أن تتحدث بشكل يصب في مصلحة حزب سياسي بعينه».
بعد مخالفة إيليتش لأمر مباشر من ماكمانوس يحظر على كل الكهنة تناول الطعام مع الحاكم مونيوث، أمر الأسقف بتجريد إيليتش من منصبه في الجامعة، واصفًا مجرد وجوده بـ«خطر على أسقفية بونس ومؤسساتها».
رغم إظهار العصيان وصدور أمر من باول فرانسيس تانر، الذي كان الأمين العام للمجلس الوطني الكاثوليكي للرعاية آنذاك، بحرمان إيليتش من أي دور رسمي في دائرة المنظمة في أمريكا اللاتينية، احتفظ إيليتش بدعم الكاهن المتنفذ جونج. كونسيدين، الذي تابع جهوده في سبيل حصول إيليتش على دور في تدريب مبشري الكنيسة، ممولًا رحلات إلى المكسيك من ماله الخاص من أجل استكشاف إيليتش للمواقع.
بعد مغادرته لبورتوريكو، انتقل إيليتش إلى كويرنافاكا في المكسيك، حيث أسس مركز التآلف بين الثقافات في عام 1961، كمركز لتدريب المبشرين في الأساس. ومع ازدياد نفوذ المركز، تحول إلى مركز التوثيق متعدد الثقافات، وكان في الظاهر مركز أبحاث يقدم دورات لغة للمبشرين من أمريكا الشمالية والمتطوعين من برنامج «التحالف من أجل التقدم» الذي أطلقه جون ف. كينيدي، بينما كانت غايته الحقيقية هي توثيق مشاركة الفاتيكان في «التنمية الحديثة» لما يسمى العالم الثالث. كان إيليتش ينظر بعين الريبة إلى الشفقة الليبرالية أو الاستبداد المحافظ الذي حفز الموجة المتصاعدة من التنمية الصناعية العالمية، وقد رأى في مثل تلك البعثات شكلًا من أشكال الهيمنة الصناعية و«حربًا على المعيشة» في حد ذاتها، وسعى إلى تعليم المبشرين المبعوثين من قبل الكنيسة ألا يفرضوا قيمهم الثقافية الخاصة. «على امتداد نهاية الستينيات وبداية السبعينيات، كان مركز التوثيق متعدد الثقافات مدرسة لتعليم اللغات وجامعة مجانية للمثقفين من كل أنحاء الأمريكيتين في آن معًا». وفي هذا المركز، «استطاع إيليتش تطوير نقده الفعال وشديد التأثير لمخططات تنمية العالم الثالث ووكلائها ذوي المظهر البريء: تخالف كينيدي من أجل التقدم، وهيئة السلام، وجهود تبشيرية أخرى لا تحصى ممولة ومنظمة من قبل دول ومؤسسات وجماعات دينية غنية».
بعد عشر سنوات، أدت التحليلات النقدية الصادرة عن مركز التوثيق متعدد الثقافات للإجراءات المؤسساتية المتخذة من قبل الكنيسة إلى إدخال المنظمة في نزاع مع الفاتيكان. ولأن إيليتش لم يكن محبوبًا من قبل الفرع المحلي لـ«أوبوس داي»، استدعي إلى روما من أجل الاستجواب، لأسباب كان من بينها تقرير صادر عن وكالة المخابرات المركزية. ورغم أنه لم يتلق إدانة أو عقابًا من قبل الفاتيكان، فقد قرر حينها اعتزال نشاطه الكهنوتي. وفي عام 1976، أغلق إيليتش المركز -متخوفًا كما بدا من تدفق الأكاديميين الرسميين، والآثار الجانبية المحتملة لـ«إضفاء الطابع المؤسسي عليه»- مع حصوله على موافقة من بقية أعضاء مركز التوثيق متعدد الثقافات. وعقب ذلك تابع العديد من الأعضاء عملهم في مدارس لغات في كويرنافاكا، لم يزل بعضها موجودًا حتى اليوم. وقد استقال إيليتش نفسه من النشاط الكهنوتي في أواخر الستينيات (إذ كان قد حاز على رتبة المونسنيور)، غير أنه ظل يعرف بصفته كاهنًا ويقيم قداديس خاصة من حين إلى آخر.
في السبعينيات، حظي إيليتش بشعبية وسط المثقفين اليساريين في فرنسا، بعد أن نوقشت أطروحته على وجه التحديد من قبل أندريه غورز. لكن نفوذه انحدر عقب انتخاب فرنسواميتران عام 1981، إذ اعتبر إيليتش متشائمًا أكثر من اللازم في وقت سيطر اليسار الفرنسي فيه على الحكومة.
وفي الثمانينيات وما بعدها، كثرت أسفار إيليتش، وانقسم وقته بشكل أساسي بين الولايات المتحدة والمكسيك وألمانيا. شغل وظيفة بروفيسور زائر في الفلسفة والعلوم والتكنولوجيا والمجتمع في جامعة ولاية بنسلفانيا، ودرس في جامعة بريمن وجامعة هاغن. واعترف خلال آخر أيام حياته أنه كان متأثرًا بشدة بأحد علماء الاقتصاد الهنود والذي كان مستشارًا للمهاتما غاندي، ج. س. كومارابا، وبالذات كتابه «اقتصاد الاستقرار».
ورغم أن إيليتش لم يكن يشير إلى نفسه بصفته لاسلطويًا في كتاباته، فقد كان وثيق الصلة بأسماء كبيرة في دوائر اللاسلطوية اليسارية، من بينها بولغودمان، ومناصر التعليم الذاتي جون هولت. وقد وجه الشكر إلى غودمان في كتاب «مجتمع بلا مدارس» لأنه «أجبر (إيليتش) بشكل راديكالي» على مراجعة منهج تفكيره، وورد وصفه بأسلوب شديد العاطفية ضمن حوارات إيليتش مع ديفيد كايلي في التسعينيات.
ملاحظة: قمت بإسقاط الاقتباس هنا نظرًا لطوله وقلة ارتباطه بموضوع المقال الأصلي

## وفاته
توفي إيليتش في 2 ديسمبر 2002 في بريمن، ألمانيا. ولم تتحقق آخر أمنياته في الموت محاطًا بزملائه المقربين في خضم إنشاء مركز تعليمي جديد كان قد خطط له في بولونيا.

## روابط خارجية
- إيڤان إيليتش على موقع الموسوعة البريطانية (الإنجليزية)
- إيڤان إيليتش على موقع مونزينجر (الألمانية)
- إيڤان إيليتش على موقع إن إن دي بي (الإنجليزية)